# Långtjärnen (Arvidsjaurs socken, Lappland, 727631-169024)
Långtjärnen är en sjö i Arvidsjaurs kommun i Lappland och ingår i Åbyälvens huvudavrinningsområde. Sjön har en area på 0,123 kvadratkilometer och ligger 382,2 meter över havet.

## Delavrinningsområde
Långtjärnen ingår i det delavrinningsområde (727598-168929) som SMHI kallar för Utloppet av Melakträsket. Medelhöjden är 432 meter över havet och ytan är 8,28 kvadratkilometer. Det finns inga avrinningsområden uppströms utan avrinningsområdet är högsta punkten. Vattendraget som avvattnar avrinningsområdet har biflödesordning 2, vilket innebär att vattnet flödar genom totalt 2 vattendrag innan det når havet efter 122 kilometer. Avrinningsområdet består mestadels av skog (78 procent). Avrinningsområdet har 0,81 kvadratkilometer vattenytor vilket ger det en sjöprocent på 9,8 procent.